# Wereldkampioenschappen synchroonzwemmen 1986
De wereldkampioenschappen synchroonzwemmen 1986 werden van 13 tot en met 23 augustus 1986 gehouden in Madrid, Spanje. Het toernooi was onderdeel van de wereldkampioenschappen zwemsporten 1986.

## Medailles
| Onderdeel | Goud | Goud    | Zilver | Zilver  | Brons | Brons   |
| Vrouwen   | Vrouwen | Vrouwen | Vrouwen | Vrouwen | Vrouwen | Vrouwen |
| --------- | --- | ------- | --- | ------- | --- | ------- |
| Solo      | Carolyn Waldo Canada | 200,033 | Sarah Josephson Verenigde Staten | 194,967 | Muriel Hermine Frankrijk                                                                                      | 186,250 |
| Duet      | Michelle Cameron Carolyn Waldo Canada                                                                                            | 196,267 | Karen Josephson Sarah Josephson Verenigde Staten                                                                                    | 193,401 | Megumi Itō Mikako Kotani Japan                                                                                | 185,467 |
| Team      | Canada Nathalie Audet Michelle Cameron Sylvie Fréchette Karin Larsen Chantal Laviolette Traci Meades Missy Morlock Carolyn Waldo | 191,200 | Verenigde Staten Kristen Babb-Sprague Lori Hatch Karen Josephson Sarah Josephson Karen Madsen Susan Reed Lisa Riddell Mary Visniski | 190,821 | Japan Hisako Aoishi Emiko Goto Emiko Hirada Megumi Itō Mikako Kotani Xurika Ohgane Aki Takayama Miyako Tanaka | 185,763 |

### Medaillespiegel
| Plaats | Land             | Goud | Zilver | Brons | Totaal |
| 1      | Canada           | 3    | 0      | 0     | 3      |
| 2      | Verenigde Staten | 1    | 2      | 0     | 3      |
| 3      | Japan            | 0    | 0      | 2     | 2      |
| 4      | Frankrijk        | 0    | 0      | 1     | 1      |
| Totaal | Totaal           | 3    | 3      | 3     | 9      |